# قرار مجلس الأمن التابع للأمم المتحدة رقم 709
قرار مجلس الأمن التابع للأمم المتحدة رقم 709، المعتمد بدون تصويت في 12 سبتمبر 1991، بعد النظر في طلب جمهورية إستونيا للانضمام إلى عضوية الأمم المتحدة، أوصى المجلس الجمعية العامة بقبول إستونيا.
في 17 سبتمبر 1991، قبلت الجمعية العامة إستونيا بموجب القرار 46/4.

## وصلات خارجية
- Text of Resolution at UN.org (PDF)